# ぬじま
ぬじま（ぬじま、生年不明 9月1日生まれ）は、日本の漫画家。

## 作品リスト

### 連載
- 歌うヘッドフォン娘（『ヤングアニマル嵐』2015年11号 - 2016年9号）
- 虎子、あんまり壊しちゃだめだよ（『ヤングアニマル嵐』2016年12号 - 2018年7号）
- 怪異と乙女と神隠し（『やわらかスピリッツ』2019年10月18日 - ）

### 読み切り
- オーガンスモーク（『ヤングアニマル』2018年13号〈7月13日号〉） - 『怪異と乙女と神隠し』8巻に併録。
- 水も滴るいいドラゴン（原作：クール教信者、『小林さんちのメイドラゴン 公式アンソロジー All Stars!』2巻、2025年[3]） - 『小林さんちのメイドラゴン』のアンソロジー寄稿作品。

### 書籍
- 『歌うヘッドフォン娘』、白泉社〈ヤングアニマルコミックス〉2016年、全1巻
- 『虎子、あんまり壊しちゃだめだよ』、白泉社〈ヤングアニマルコミックス〉2017年 - 2018年、全2巻
- 『怪異と乙女と神隠し』、小学館〈ビッグコミックス〉2020年 - 、既刊9巻（2025年4月11日現在）